# 雙斑鱗鯒
雙斑鱗鯒，又稱雙斑鱗牛尾魚，為輻鰭魚綱鮋形目牛尾魚亞目牛尾魚科的其中一種，分布於印度太平洋區,從紅海、東非至社會群島海域，屬底棲性魚類，棲息深度3-30公尺，體長可達6.6公分，生活在沙底質海域，屬肉食性，生活習性不明。

## 擴展閱讀
維基物種上的相關：雙斑鱗鯒